# Sainte-Cécile (Indre)
Sainte-Cécile foi uma comuna francesa na região administrativa do Centro, no departamento de Indre. Estendia-se por uma área de 9,5 km². Em 2010 a comuna tinha 99 habitantes (densidade: 10,4 hab./km²).
Em 1 de janeiro de 2016, passou a formar parte da nova comuna de Val-Fouzon.